# Raynham Center (Massachusetts)
Raynham Center es un lugar designado por el censo ubicado en el condado de Bristol en el estado estadounidense de Massachusetts. En el Censo de 2010 tenía una población de 4.100 habitantes y una densidad poblacional de 363,24 personas por km².

## Geografía
Raynham Center se encuentra ubicado en las coordenadas 41°55′50″N 71°2′43″O / 41.93056, -71.04528. Según la Oficina del Censo de los Estados Unidos, Raynham Center tiene una superficie total de 11.29 km², de la cual 10.96 km² corresponden a tierra firme y (2.89%) 0.33 km² es agua.

## Demografía
Según el censo de 2010, había 4.100 personas residiendo en Raynham Center. La densidad de población era de 363,24 hab./km². De los 4.100 habitantes, Raynham Center estaba compuesto por el 92.1% blancos, el 2.66% eran afroamericanos, el 0.32% eran amerindios, el 1.66% eran asiáticos, el 0% eran isleños del Pacífico, el 1.02% eran de otras razas y el 2.24% pertenecían a dos o más razas. Del total de la población el 1.49% eran hispanos o latinos de cualquier raza.